# ウサーマ・ビン・ラーディンの殺害
ウサーマ・ビン・ラーディンの殺害（ウサーマ・ビン・ラーディンのさつがい）では、2011年5月2日に、イスラーム過激派組織であるアルカーイダの指導者ウサーマ・ビン・ラーディンがアメリカ軍によって殺害された事件について記述する。

## 概要

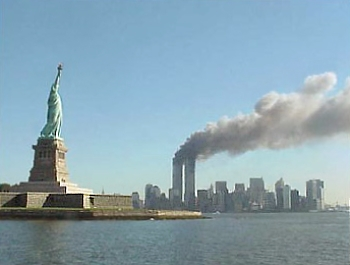
アメリカ同時多発テロ事件で炎上する世界貿易センタービル。

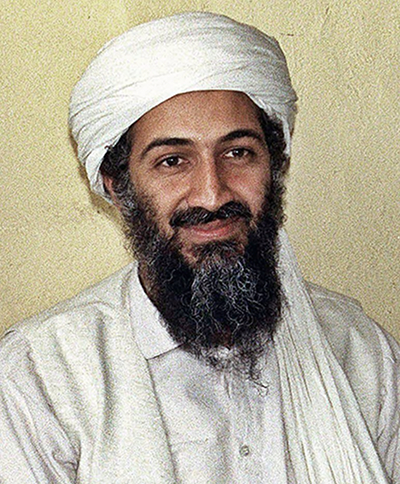
ウサーマ・ビン・ラーディン

アルカーイダの指導者ウサーマ・ビン・ラーディンは、アメリカ合衆国連邦政府によって、2001年9月11日（以下、日付・時間はいずれもアメリカ東部夏時間 (EDT) ）に発生したアメリカ同時多発テロ事件の首謀者と断定され、それ以来アメリカにとってビン・ラーディンを抹殺することが一つの大きな目標となった。
アメリカ合衆国による大規模な捜索にもかかわらず、拘束することができないまま10年近くが経過したが、2011年5月2日（米国東部夏時間5月1日）、パキスタンにおいてアメリカ軍によってウサーマ・ビン・ラーディンの殺害が確認され、2001年以来続いてきた対テロ戦争は一つの節目を迎えることとなった。
複数のメディアが、深夜の時間帯にもかかわらず、ビン・ラーディンが死亡したニュースを一斉に報道した。約一時間後、オバマ大統領がホワイトハウスから会見を行い、ウサーマ・ビン・ラーディンが同日、パキスタンの首都イスラマバードから約60km北東にある地方都市アボッターバードの潜伏先と見られていた豪邸で、アメリカ軍の作戦により殺害されたことを全国テレビ中継で公式発表した。

## 経緯
2001年9月11日にアメリカ同時多発テロ事件が発生し、アメリカ合衆国連邦政府はアフガニスタンのターリバーン政権に対して、首謀者であるウサーマ・ビン・ラーディンの身柄引き渡しを要求。しかしターリバーン政権は要求を拒否し、同年10月7日にアフガン戦争が開始された。ターリバーン政権は打倒されたが、ビン・ラーディンの行方は戦争開始以降わからなくなり、このためアメリカ軍はアフガニスタンと隣国パキスタンとの国境地帯にある山岳などを捜索してきた。しかし、ビン・ラーディンの行方は判明しなかった。
対テロ戦争を始めたアメリカ合衆国大統領のジョージ・W・ブッシュ政権が、2009年1月にバラク・オバマ政権に交代した後も、ビン・ラーディンの捜索は続き、アメリカ中央情報局 (CIA) がビン・ラーディンの連絡係を担う男性の動きを追う中で、2002年11月23日から2003年1月11日までの間、48日間、多かれ少なかれ継続的に尋問された被拘禁者、モハメド・アル＝カハタニの自白で、ビン・ラーディン配下の連絡係であり、グァンタナモ収容所に収容されているハリド・シェイク・モハメドの元部下の身元特定に成功したことが、捕捉の端緒となった。
2010年8月頃、アボッターバードに居住するこの連絡係とその兄弟の行動分析から、CIAは2010年9月には同市郊外の厳重に警護された邸宅に、ある「重要な人物」が潜伏していると推定し、さらに2011年2月にはビン・ラーディンがここに潜伏しているとの証拠を得るに至った。これと相前後して、情報を得たレオン・パネッタCIA長官は、統合特殊作戦コマンド司令官であったウィリアム・マクレイヴン海軍中将に連絡を取った。
アボッターバードは、パキスタン陸軍の拠点であり、ビン・ラーディンの住居は、パキスタンの陸軍士官学校とは至近距離にあったことから、英国放送協会（BBC）はパキスタン軍統合情報局（ISI）がビン・ラーディンの身柄隠匿に何らかの関係があったのではないか、と報じている。この情報はオバマ大統領にも報告された。
これはアメリカ合衆国連邦政府内でも、限られた人間のみが知りうる最高機密情報として取り扱われた。その後も調査は続き、2011年3月中旬から4月28日にかけて、担当者とオバマ大統領のみが出席した国家安全保障会議が5-6回開催される。オバマは5回目の会議翌日の4月29日に、作戦決行の許可を出した。
作戦名は「ネプチューン・スピア（海神の槍）作戦 - Operation ''Neptune Spear''」とされ、作戦の中ではビン・ラーディンの名はコードネーム「ジェロニモ」に置き換えられた。

## 潜伏先
ビン・ラーディンが潜んでいた邸宅は3階建ての豪邸で、2005年頃に完成した。敷地の周辺は3メートルから5.5メートルもの高さの有刺鉄線に覆われた塀に囲まれており、豪邸に行くための通路には二重ゲートとなっているほか、入り口には見張りがつけられ、外部から内部の様子を容易に見えないようにする工夫がなされていた。周辺の家の約8倍もの広さを持ち、その価値は100万ドルを越えるとも言われる。
なお、邸宅はイスラム過激派に聖地化されることのないよう、2012年2月25日より取り壊しが開始された。

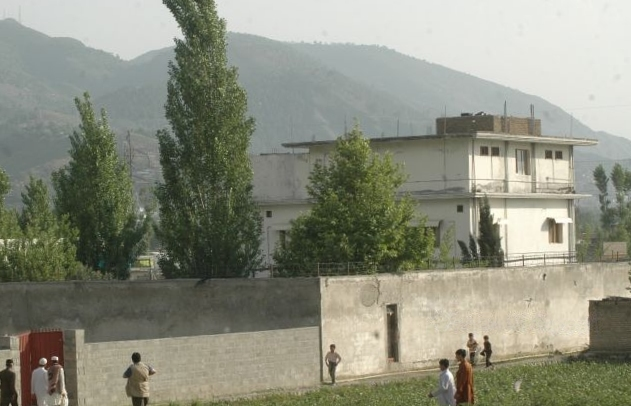
潜伏先
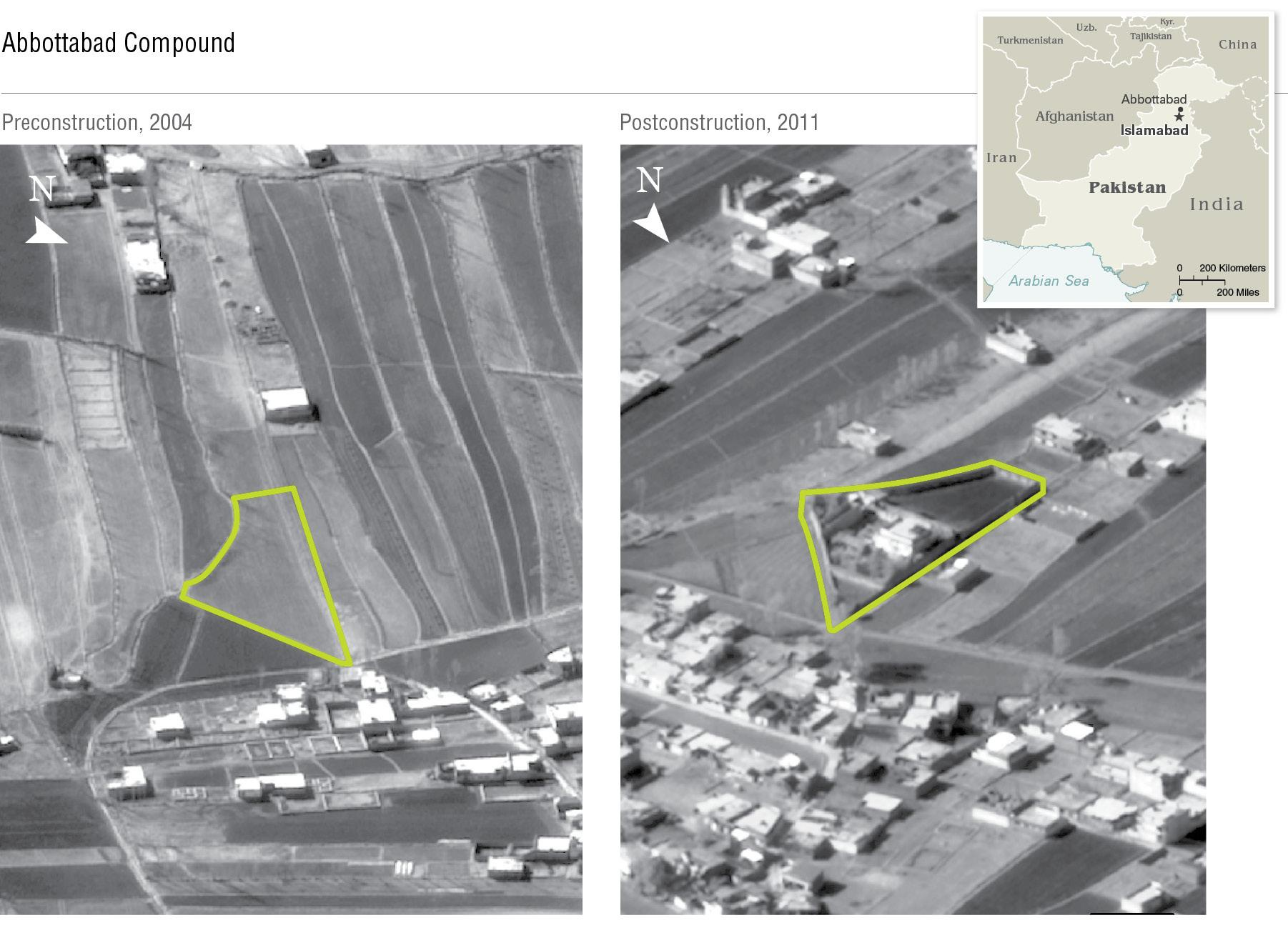
潜伏先の邸宅（CIA撮影。左が2004年で右が2011年。2004年には無かった邸宅が2011年には建てられている事が分かる。）
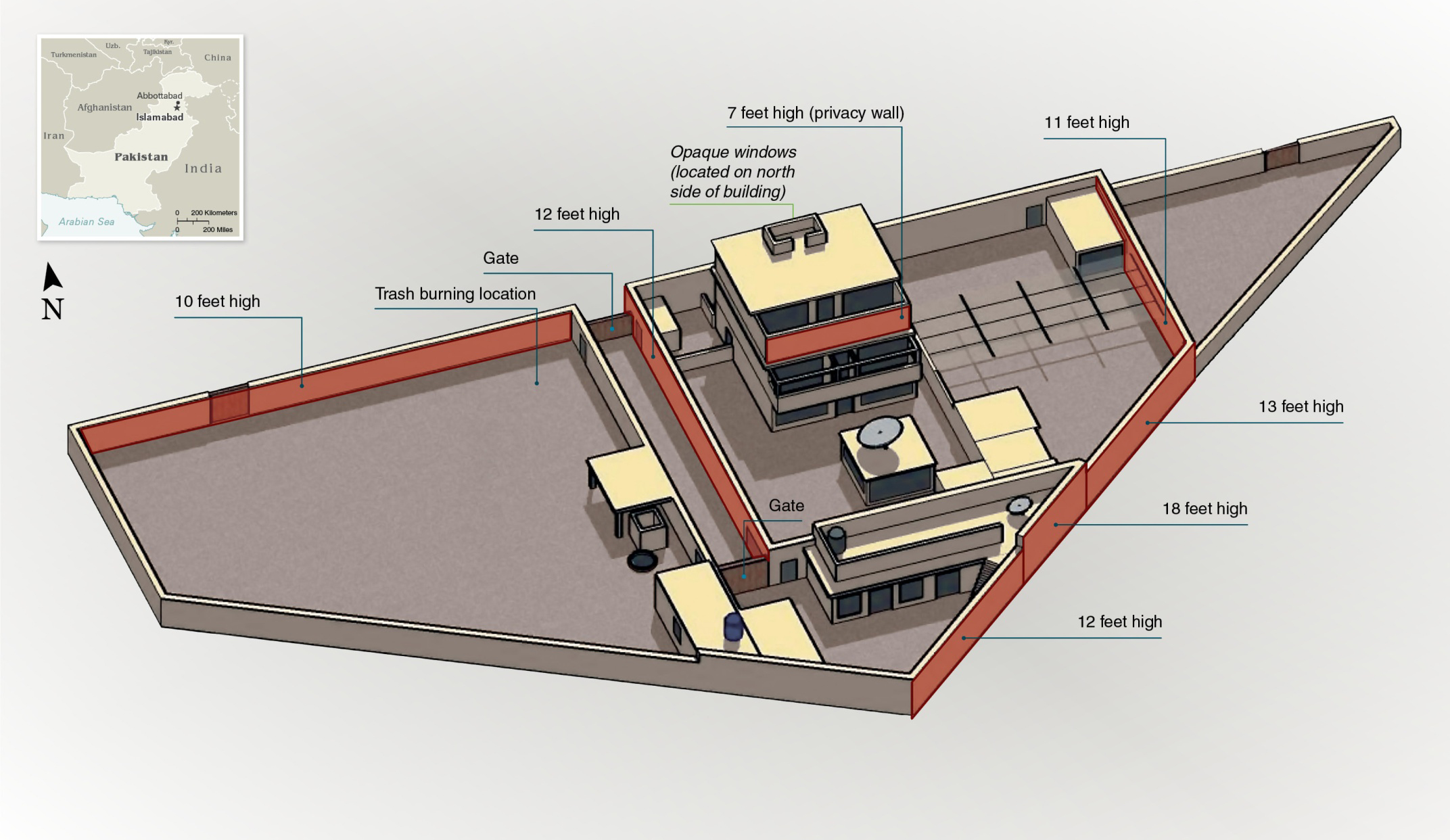
同邸宅敷地内の見取図

## ネプチューン・スピア作戦

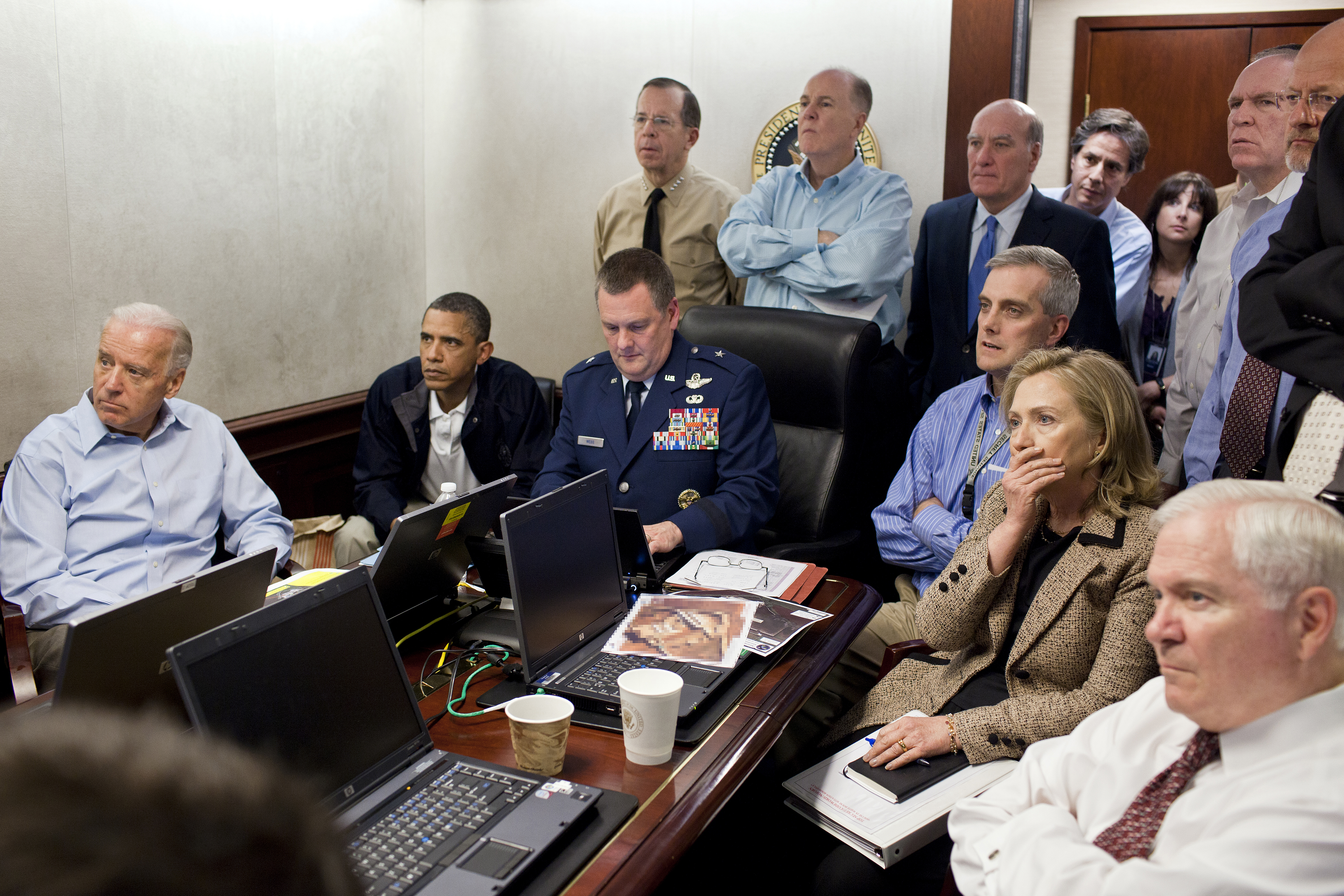
ホワイトハウスのシチュエーションルームで、作戦を見守る政権中枢の面々。軍事・安全保障問題担当の幹部が顔を揃えている（シチュエーション・ルーム (写真)）。
----
着席左から、ジョー・バイデン副大統領、バラク・オバマ大統領、マーシャル・ウェッブ統合特殊作戦コマンド司令官補、デニス・マクドノー国家安全保障担当大統領次席補佐官、ヒラリー・クリントン国務長官、ロバート・ゲーツ国防長官。後列左からマイク・マレン統合参謀本部議長、トム・ドニロン国家安全保障担当大統領補佐官、ビル・デイリー首席補佐官、アントニー・ブリンケン国家安全保障担当副大統領補佐官、オードリー・トマソン国家安全保障会議対テロリズム担当部長、ジョン・ブレナン国土安全保障・対テロリズム担当大統領補佐官、ジェームズ・クラッパー国家情報長官

2011年5月2日、アメリカ軍による作戦が開始される。目的はあくまでビン・ラーディンの殺害であり、生け捕りは想定されていなかった。
一部報道によれば、これに参加したアメリカ海軍の特殊部隊 、Navy SEALs を中心とした約15人（25人説もあり）のメンバーは、SEALから派生した対テロ特殊部隊「DEVGRU」（デヴグル:海軍特殊戦開発グループ:旧SEALチーム6）のメンバーであったとされている。また、アメリカ陸軍のデルタフォースもDEVGRUの支援にあたったとされている。(ビンラディンはネプチューン・スピア作戦前から追跡されており，過去にデルタフォースが主導で行った捕縛作戦もある。)
隊員達は、情報担当のCIA要員が同乗するステルス型MH-60 ブラックホークヘリコプター2機とCH-47 チヌーク2機に分乗して（これらのヘリは「ナイト・ストーカーズ」の通称で知られる第160特殊作戦航空連隊が操縦を担当したとされる）、ビン・ラーディンと、その家族がいると推定された建物の敷地内に、ロープをつたって降下、建物を急襲して2階・3階部分には午前1時ごろ突入した。
側近が応戦したが、約40分の銃撃戦ののち邸宅を制圧した。ビン・ラーディンは武器を持っておらず、応戦したともしなかったとも報じられ、頭部と胸部を撃ちぬかれ死亡。米軍は遺体を収容した。他にビン・ラーディンの子息と思われる20歳の男性（後に、ハリド・ビン・ラーディンと判明）、また別に兄弟2人の男性と1人の女性も死亡。女性は夫人の1人と報じられたが、後に「別人で夫人は負傷した」と訂正された。アメリカ軍側に人的損害は出なかった。その死はパキスタン政府当局によっても確認されている。作戦後、妻のハイリア・サバルを含む親族複数名が拘束・連行された。また、後に後継者となるハムザ・ビン・ラーディンは確認されなかった。
作戦中、ホバリングしていたアメリカ軍のブラックホーク・ヘリコプター1機が揚力を失い墜落したため、爆破処理されるというトラブルはあったが、すぐに代替のチヌーク・ヘリコプターが駆けつけ、プラン変更を行うことで作戦は続行された。
作戦は、アメリカ本国でもホワイトハウスのシチュエーションルームでオバマ大統領のほか、バイデン副大統領、ゲーツ国防長官、クリントン国務長官、マレン統合参謀本部議長らによって同時進行で見守られており、またCIA本部の会議室でも、パネッタ長官らがリアルタイムで監視していた。
いかなる方法で監視していたかについては公開されていないが、一部では映像が生中継で流れたとも報じられている。作戦成功の報をパネッタより受けたオバマは ''We got Him'' (奴を捕えた) と叫んだという。
アメリカ合衆国は、この作戦をパキスタン政府に事前に通告することなく行い、終了後に報告した。アメリカはパキスタンだけでなく、他の国とも情報は共有しなかったとされる。このため当時のパキスタン前大統領ムシャラフは、アメリカによる一連の作戦は主権侵害であると非難した。
ビン・ラーディンの死亡は、アメリカのCNNによって一報が伝えられ、全世界のメディアも追随することとなった。その直後の5月1日午後11時半過ぎからオバマ大統領はホワイトハウスのイーストルームで深夜時間帯としては異例の記者会見を行い、ビン・ラーディンを殺害したことを正式に発表。全国テレビ中継を通じて ''Justice has been done'' (正義はなされた) と宣言した。このニュースが伝わると首都ワシントンのホワイトハウス周辺やニューヨークのワールドトレードセンター跡地には数千の群衆が押しかけて歓喜の声をあげた。

## 反響
ビン・ラーディンの殺害自体については歓迎する声明が次々に発表されたがテロ攻撃の可能性がなくなったわけではなく、各国の警察・軍事組織は報復攻撃を警戒し、国際刑事警察機構も各国に向けて警戒するよう呼びかけた。

### 各国の反応
- アメリカ合衆国 - 同時多発テロに直面し、ビン・ラーディンを追ったブッシュ前大統領は殺害を極めて大きな功績であると評価[37]。崩壊した世界貿易センタービルのあるニューヨーク市のマイケル・ブルームバーグ市長は殺害の知らせをニューヨーク市民は10年間待っていたと評価[38]。国民からも歓迎する声があがった[39]。一方で国務省はアメリカに対する報復の可能性を懸念し、国外のアメリカ人に警戒を呼びかけた[40]。

（以下アルファベット順）
- ブラジル - パトリオタ外相は、あらゆる形態のテロを糾弾すると同時に、今回の事件が世界で「さらなる暴力の拡大を引き起こさないこと」を期待すると表明した[41]。

- チリ - 上院外交委員会のトゥマ委員長は、パキスタンの主権を無視した今回の米国の作戦について「国際法の有効性をないがしろにするもの」と批判した[41]。

- 中国 - 外交部は対テロ戦争におけるポジティブな進展であると殺害を評価。同時に中国もテロの被害者であると付け加え、これは新疆ウイグル自治区における独立運動を念頭においているとみられている[42]。また、中国の友好国でもあるパキスタンがビンラディンを匿っていたとする疑惑が持ち上がっていることに関して「パキスタン政府は確固たる決意でテロと戦っている」と擁護した[43]。

- フランス - ニコラ・サルコジ大統領は、テロリズムが歴史的な敗北を喫したと表現[44]。

- ドイツ - アンゲラ・メルケル首相はビン・ラーディンが殺害されたことで安堵しているとオバマ米大統領に表明[45]。

- イギリス - デーヴィッド・キャメロン首相は世界に大きな安心感をもたらすと殺害を評価[46]。一方でウィリアム・ヘイグ外務英連邦大臣は報復を懸念し各国にある大使館に警戒を呼びかけた[47]。

- インド - 外務省は殺害が対テロ戦争における勝利の記念碑になったとして歓迎[48]。

- イラク - 政府の報道官は、「多くのイラク国民を殺害し、国を破壊している組織の指導者の死に安堵している」と歓迎した[41]。

- 日本 - 菅直人内閣総理大臣は対テロ戦争における顕著な前進であると歓迎[49]。

- パレスチナ - サラーム・ファイヤード首相は非常に画期的な出来事であると表現[50]。

- ロシア - 大統領府は殺害を大きな成功と歓迎[51]。

- ウルグアイ - アルマグロ外相はビンラディン容疑者の殺害が「国際テロへの打撃」となったと述べる一方、同容疑者は「司法を通じて罪を償うべきだった」と指摘した[41]。

- ベネズエラ - 外務省は、同時多発テロの被害を受けた米国民に連帯を表明する一方、米国政府がとった方法は野蛮で不法なものだと批判した[41]。

- イエメン - アリー・アブドッラー・サーレハ政権、反政府勢力共に殺害を歓迎。イエメンは中東諸国の中でもビン・ラーディンの殺害に対して公式なコメントを早い時点で発表した数少ない国家となった[50]。

### 経済に対する影響
テロに対する懸念が軽減したことから各国の株式市場は軒並み上昇した。東京株式市場は2011年3月11日の東日本大震災以来の終値1万円台回復を見せた。またアジア市場における原油先物相場が1％下落した。
フランスのクリスティーヌ・ラガルド経済・財政・産業大臣はアメリカにおける消費者心理が改善し、景気拡大に寄与するとの予測を示した。

## 水葬の是非
遺体はアメリカ軍によって、複数の親族とのDNA型鑑定の照合によりビン・ラーディン本人と確認された（マサチューセッツ州のボストンでビン・ラーディンの妹が脳腫瘍で数年前に死亡しており、FBIはその細胞と血液を保存していた）。ただしアメリカ軍以外の第三者による遺体確認はされていない。 その後アラビア海に停泊していた空母カール・ヴィンソンに移され、5月2日午前1時10分（EDT）より、同空母の甲板で50分かけて水葬の儀式が執り行われた。遺体は洗浄し清められ、白い布で包まれ、あらかじめ用意された祈りの言葉が唱えられ、通訳がそれをアラビア語に翻訳した
。その後、重しをつけられた遺体袋に入れられ、カール・ヴィンソンにある外舷エレベーターから海に投下された。後の情報公開の中では、機械的なエレベーターではなく、板の上に遺体を載せた後に板を傾けて落としたという。なお、この水葬の模様を捉えた映像は公開されていない。葬儀の実施については、乗組員のごく一部にしか知らされておらず、艦上で何が行われていたかに気づいている者は少なかった。
アメリカ政府は、イスラム教においては遺体を死後24時間以内に埋葬しなければならないが、受け入れ先の土地が見つからなかったとして水葬の正当性を主張、一連の儀式はイスラム教の教義や慣習を厳格に守って行ったと発表している。しかしイスラムでは土葬が普通で、水葬されたことには異例とイスラム世界からの反発もあり、アル＝アズハル大学の指導者タイブ師は「土葬によって死者に敬意を払うべきであり、イスラム教とは相容れない方法」と批判した。また本来はビン・ラーディンの出身国であるサウジアラビアに埋葬すべきであったとの声もある。アメリカ政府の意図として、イスラム過激派などによる遺体の回収や、埋葬された土地が「テロリストの聖地となるのを防ぐため」との指摘もある。ビン・ラーディンとされる頭を撃たれた遺体の映像が一時ネット上で出回ったが、これは後に別人の写真から合成されたものと判明し、米国政府は遺体の映像を一切公開しない方針を決定している。

## 近隣住民のツイート
近くに住む男性は聞きなれないヘリコプターの音と銃声に気づき、2011年5月2日午前4時58分にTwitterで一連の作戦の状況を「実況中継」していた。
"Helicopter hovering above Abbottabad at 1AM(is a rare event)."
[午前1時にアボッタバードの上空を飛行するヘリコプター(稀なイベントです)。]
このツイートの7時間後にその実況がビン・ラーディン殺害作戦である事が解かり、その後3万3000のフォロワーが付いたという。

## 記録・証言
2012年、アメリカ政府が提供した情報を元に製作された映画「ゼロ・ダーク・サーティ」が公開されたほか、作戦に参加した元シールズ隊員が襲撃の様子について手記を公表した。さらに2014年には別の元隊員がテレビインタビューやFOXニュースが製作したドキュメンタリー番組「ウサマ・ビンラディンを殺した男」に出演した。

## その後
アメリカ先住民から暗号名に「ジェロニモ」を使用したことについて謝罪要求が出た。
ビンラーディン追跡に協力した現地の医師がパキスタン当局に逮捕され懲役33年などが宣告されたが再審理が決定した。その後、懲役23年などに減刑された。また医師の弁護士が殺害された。